# Teen Choice Awards 2008
Teen Choice Awards 2008 byly udělovány dne 4. srpna 2008 v Gibson Amphitheatre v Kalifornii. Udílení moderovala Miley Cyrus, která v průběhu večera i vystoupila.

## Vystupující
- Miley Cyrus
- Mariah Carey
- AC/DC
- Miley Cyrus & Mandy Jiroux's M&M Cru

## Ceny
Vítězové jsou označeni tučně.

### Film
| Akční film | Dramatický film |
| --- | --- |
| - Letopisy Narnie: Princ Kaspian - Indiana Jones a království křišťálové lebky - Iron Man - Speed Racer - Zakázané království | - Oko bere - Melodie mého srdce - Útěk do divočiny - Let's Dance 2 - Ve službách války                                                                                           |
| Romantická komedie | Parťácká komedie |
| - 27 šatů - Kouzelná romance - Bláznovo zlato - P.S. Miluji Tě - Sex ve městě | - Život podle Dana - Určitě, možná - Kopačky - Jak ukrást nevěstu - Mejdan v Las Vegas                                                                                           |
| Komedie | Horror/Thriller |
| - Baby Máma - College Road Trip - Juno - Poloprofesionál - Superbad | - 30 dní dlouhá noc - Monstrum - Já, legenda - Oni - Maturitní ples |
| Letní akční/dobrodružný film | Letní komedie |
| - Neuvěřitelný Hulk - Hancock - Cesta do středu Země - Temný rytíř - Wanted | - Dostaňte agenta Smarta - Kung Fu Panda - Seznamte se s Davem - VALL-I - Zohan: Krycí jméno Kadeřník                                                                            |
| Herec: Drama | Herečka: Drama |
| - Channing Tatum - Ve službách války - Emile Hirsch - Útěk do divočiny - Jake Gyllenhaal - Odvlečen - Mark Wahlberg - Noc patří nám - Ryan Phillippe - Ve službách války                                                                               | - Kate Bosworth - Oko bere - Keira Knightley - Pokání - Keri Russell - Melodie mého srdce - Reese Witherspoonová - Odvlečen - Scarlett Johansson - Králova přízeň                |
| Herec: Akční/dobrodružný film | Herečka: Akční/dobrodružný film |
| Vítěz nebyl nikdy prozrazen - Emile Hirsch - Speed Racer - Harrison Ford - Indiana Jones a království křišťálové lebky - Jackie Chan - Zakázané království - Robert Downey Jr. - Iron Man - Shia LaBeouf - Indiana Jones a království křišťálové lebky | - Abigail Breslin - Zapomenutý ostrov - Christina Ricci - Speed Racer - Diane Krugerová - Lovci pokladů 2: Kniha tajemství - Gwyneth Paltrow - Iron Man - Rachel Bilson - Jumper |
| Herec: Komedie | Herečka: Komedie |
| - Ashton Kutcher - Mejdan v Las Vegas - James Marsden - 27 šatů & Kouzelná romance - Jonah Hill - Superbad - Michael Cera - Superbad & Juno - Will Ferrell - Poloprofesionál                                                                           | - Amy Adams - Kouzelná romance - Cameron Diaz - Mejdan v Las Vegas - Ellen Page - Juno - Kristen Bellová - Kopačky - Sarah Jessica Parker - Se ve městě                          |
| Herec: Horror/Thriller | Herečka: Horror/Thriller |
| - Will Smith - Já, legenda - Edward Burns - Zmeškaný hovor - Josh Hartnett - 30 dní dlouhá noc - Michael Stahl-David - Monstrum - Scott Speedman - Oni                                                                                                 | - Brittany Snow - Maturitní ples - Jessica Alba - Oko - Liv Tyler - Oni - Odette Yustman - Monstrum - Shannyn Sossamon - Zmeškaný hovor                                          |
| Průlomová hvězda: Muž | Průlomová hvězda: Žena |
| - Jim Sturgess - Oko bere a Across the Universe - Ben Barnes - Letopisy Narnie: Princ Kaspian - Drake Bell - Superhrdina - Jason Segel - Kopačky - Michael Cera - Superbad & Juno                                                                      | - Ellen Page - Juno - Briana Evigan - Let's Dance 2 - Jurnee Smollett - The Great Debaters - Kristen Bellová - Kopačky - Mila Kunis - Kopačky                                    |
| Zloduch | |
| - Cate Blanchett - Indiana Jones a království křišťálové lebky - Jeff Bridges - Iron Man - Johnny Depp - Sweeney Todd: Ďábelský holič z Fleet Street - Samuel L. Jackson - Jumper - Susan Sarandon - Kouzelná romance                                  | |

### Televize
| Dramatický pořad | Akční/dobrodružný pořad |
| --- | --- |
| - Světla páteční noci - Super drbna - Chirurgové - Dr. House - One Tree Hill | - Hrdinové - Ztraceni - Útěk z vězení - Smallville - Terminátor: Příběh Sáry Connorové |
| Komediální pořad | Animovaný pořad |
| - Zoufalé manželky - Hannah Montana - Jak jsem poznal vaši matku - Dva a půl chlapa - Ošklivka Betty | - Americký táta - Aqua Teen Hunger Force - Griffinovi - Městečko South Park - Simpsonovi |
| Taneční reality show | Hudební soutěžní reality show |
| - Randy Jackson uvádí: Nejlepší Americká Dance Crew - Dance War - Dancing with the Stars - Umíte tančit? - Your Mama Don't Dance | - American Idol - Don't Forget the Lyrics! - Making the Band 4 - The Next Great American Band - Pussycat Dolls Present: Girlicious                                                                       |
| Reality show s krásou a proměnou | Reality show s celebritami |
| Vítěz nebyl nikdy oznámen - Amerika hledá topmodelku - Krásky a šprti - The Biggest Loser - Vítejte doma! - Heidi Klum: Svět modelingu | - Držte krok s Kardashians - Život Ryana - Rob & Big - Run's House - The Hills |
| Letní televizní pořad | Pořad, ve kterém se shání láska |
| - Randy Jackson uvádí: Nejlepší Americká Dance Crew - Degrassi: The Next Generation - High School Musical: Get in the Picture - Umíte tančit? - Tajný život amerických teenagerů                                                                    | Vítěz nebyl nikdy oznámen - I Love New York - Flavor of Love - Rock of Love with Bret Michaels - The Bachelor: London Calling - The Bachelorette                                                         |
| Soutěžní reality show | Soutěžní pořad |
| Vítěz nebyl nikdy oznámen - Amazing Race: O milion kolem světa - American Gladiator - Big Brother 9 - Oprah's Big Give - Kdo přežije: Mikronésie | Vítěz nebyl nikdy oznámen - Amne$ia - Are You Smarter Than a 5th Grader? - Deal or No Deal - Duel - The Moment of Truth                                                                                  |
| Herec: Drama | Herečka: Drama |
| - Chace Crawford - Super drbna - Chad Michael Murray - One Tree Hill - Patrick Dempsey - Chirurgové - Penn Badgley - Super drbna - Taylor Kitsch - Světla páteční noci                                                                              | - Blake Lively - Super drbna - Hilarie Burton - One Tree Hill - Katherine Heiglová - Chirurgové - Leighton Meesterová - Super drbna - Sophia Bush - One Tree Hill                                        |
| Herec: akční/dobrodružný pořad | Herečka: akční/dobrodružný pořad |
| Vítěz nebyl nikdy oznámen - Josh Holloway - Ztraceni - Matthew Fox - Ztraceni - Milo Ventimiglia - Hrdinové - Tom Welling - Smallville - Wentworth Miller - Útěk z vězení                                                                           | - Hayden Panettiere - Hrdinové - Ali Larter - Hrdinové - Evangeline Lilly - Ztraceni - Kristin Kreuk - Smallville - Summer Glau - Terminátor: Příběh Sáry Connorové                                      |
| Herec: komedie | Herečka: komedie |
| - Barry Watson - Samantha Who? - Charlie Sheen - Dva a půl chlapa - Michael Urie - Ošklivka Betty - Neil Patrick Harris - Jak jsem poznal vaši matku - Steve Carell - Kancl                                                                         | - America Ferrera - Ošklivka Betty - Christina Applegate - Samantha Who? - Jaime Pressly - Jmenuju se Earl - Miley Cyrus - Hannah Montana - Tina Fey - Studio 30 Rock                                    |
| Televizní osobnost | Průlomový pořad |
| Vítěz nebyl nikdy oznámen - Heidi Klum - Heidi Klum: Svět modelingu - Lil Mama - Randy Jackson uvádí: Nejlepší Americká Dance Crew - Ryan Seacrest - American Idol & E! News - Simon Cowell - American Idol - Tyra Banks - Amerika hledá topmodelku | - Randy Jackson uvádí: Nejlepší Americká Dance Crew - Super drbna - Miss Guided - Samantha Who? - Terminátor: Příběh Sáry Connorové                                                                      |
| Průlomová hvězda: Žena | Průlomová hvězda: Muž |
| - Blake Lively - Super drbna - Leighton Meesterová - Super drbna - Olivia Wildeová - Dr. House - Summer Glau - Terminátor: Příběh Sáry Connorové - Taylor Momsen - Super drbna                                                                      | - Chace Crawford - Super drbna - Ed Westwick - Super drbna - Jabbawockeez - Randy Jackson uvádí: Nejlepší Americká Dance Crew - Thomas Dekker - Terminátor: Příběh Sáry Connorové - Zachary Levi - Chuck |
| Mužská hvězda reality show | Ženská hvězda reality show |
| - Brody Jenner - The Hills - David Cook - American Idol - Rob Dyrdek a Christopher Boykin - Rob & Big - Ryan Scheckler - Život Ryana - Jabbawockeez - Randy Jackson uvádí: Nejlepší Americká Dance Crew                                             | - Heidi Montag - The Hills - Kim Kardashian - Držte krok s Kardashians - Kristi Yamaguchi - Dancing with the Stars - Lauren Conrad - The Hills - Whitney Thompson - Amerika hledá topmodelku             |
| Zloduch | |
| - Ed Westwick - Super drbna - Michael Rosenbaum - Smallville - Spencer Pratt - The Hills - Vanessa Williams - Ošklivka Betty - Zachary Quinto - Hrdinové                                                                                            | |

### Hudba
| Nejlepší singl | Nejlepší spolupráce |
| --- | --- |
| - Chris Brown - „With You" - Jonas Brothers - „When You Look Me in the Eyes" - Madonna featuring Justin Timberlake - „4 Minutes" - Miley Cyrus - „See You Again" - Rihanna - „Don't Stop the Music"                                                         | - Flo Rida featuring T-Pain - „Low" - Jordin Sparks a Chris Brown - „No Air" - Lil Mama featuring Chris Brown & T-Pain - „Shawty Get Loose" - Madonna featuring Justin Timberlake - „4 Minutes" - Nelly featuring Fergie - „Party People" |
| Zpěvačka | Zpěvák |
| - Britney Spears - Fergie - Mariah Carey - Miley Cyrus - Rihanna | - Chris Brown - Jesse McCartney - Justin Timberlake - Kanye West - Usher |
| Letní píseň | Rapový umělec |
| - Miley Cyrus - „7 Things" - Jonas Brothers - „Burnin' Up" - Chris Brown - „Forever" - Katy Perry - „I Kissed A Girl" - Jesse McCartney - „Leavin'" | Vítěz nebyl nikdy oznámen - Flo Rida - Kanye West - Lil Mama - Lil Wayne - Lupe Fiasco |
| R&B umělec | Rocková skupina |
| - Beyoncé - Chris Brown - Rihanna - T-Pain - Usher | - Boys Like Girls - Fall Out Boy - Linkin Park - Paramore - Simple Plan |
| Průlomový umělec | Průlomová skupina |
| Vítěz nebyl nikdy prozrazen - Colbie Caillat - Flo Rida - Jordin Sparks - Leona Lewis - Taylor Swift | - Day 26 - Girlicious - Jonas Brothers - OneRepublic - Paramore |
| Píseň o lásce | R&B píseň |
| - Leona Lewis - „Bleeding Love" - Colbie Caillat - „Bubbly" - Chris Brown a Jordin Sparks - „No Air" - Alica Keys - „No One" - Jonas Brothers - „When You Look Me in the Eyes"                                                                              | Vítěz nebyl nikdy oznámen - Danity Kane - „Damaged" - Chris Brown - „Forever" - Bow Wow a Omarion - „Hey Baby (Jump Off)" - Mariah Carey - „BBye Bye" - Sean Kingston - „Take You There"                                                  |
| Rapová/Hip-Hopová píseň | Rocková píseň |
| - Kanye West featuring Chris Martin - „Homecoming" - Nelly featuring Fergie - „Party People" - Pitbull featuring Lil Jon - „The Anthem" - Lil Mama featuring Chris Brown & T-Pain - „Shawty Get Loose" - Lupe Fiasco featuring Matthew Santos - „Superstar" | Vítěz nebyl nikdy oznámen - Panic At The Disco - „Nine in the Afternoon" - Paramore - „crushcrushcrush" - Linkin Park - „Shadow of the Day" - OneRepublic - „Stop and Stare" - Boys Like Girls - „The Great Escape"                       |

### Móda
| Krásný muž                                                                          | Krásná žena                                                                |
| ----------------------------------------------------------------------------------- | -------------------------------------------------------------------------- |
| - Chace Crawford - Chris Brown - Jonas Brothers - Taylor Kitsch - Zac Efron         | - Blake Lively - Hayden Panettiere - Megan Fox - Rihanna - Vanessa Hudgens |
| Ženská módní ikona červeného koberce                                                | Mužská módní ikona červeného koberce                                       |
| - Carrie Underwood - Hayden Panettiere - Jessica Biel - Kate Hudson - Lauren Conrad | - Chris Brown - Jonas Brothers - Pete Wentz - Shia LaBeouf - Zac Efron     |

### Ostatní
| Akční sportovkyně | Akční sportovec |
| --- | --- |
| Vítěz nebyl nikdy oznámen - Gretchen Bleiler - Snowboarding - Kristi Leskinen - Freeskiing - Hannah Teter - Skateboarding - Stephanie Gilmore - Surfing - Dallas Friday - Ženský Wakeboarding | - Ryan Scheckler - Skateboarding - Shaun White - Snowboarding, Skateboarding, Surfing - Mick Fanning - Surfing - Kelly Slater - Surfing - Ryan Nyquist - BMX |
| Sportovkyně | Sportovec |
| - Danica Patrick - IndyCar - Shawn Johnson - Gymnastika - Maria Šarapovová - Tenis - Candace Parker - Basketbal - Serena Williams - Tenis                                                     | - Tiger Woods - Golf - LeBron James - Basketbal - Kobe Bryant - Basketbal - Eli Manning - Fotbal - David Beckham - Fotbal                                    |
| Komik | Cena Do Something |
| - Dane Cook - Adam Sandler - Jonah Hill - Will Ferrell - Michael Cera | - Chad Bullock |
| Nejvíce fanatičtí fanoušci | Uživatel Myspace |
| - David Archuleta - Jesse McCartney - Miley Cyrus - Jonas Brothers - Britney Spears | - Robert Downey Jr. - Channing Tatum - Ryan Sheckler - Katy Perry - Jaime Pressly                                                                            |